# MyNews

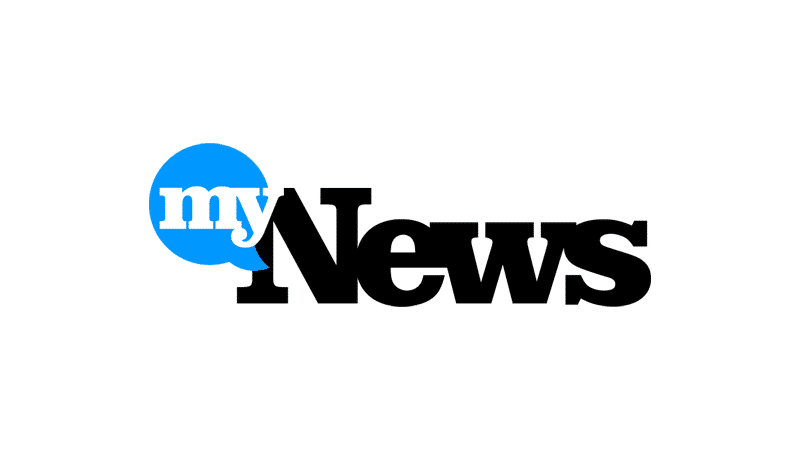
Logomarca do MyNews

MyNews é um canal independente de jornalismo criado pela jornalista Mara Luquet e pelo roteirista e humorista Antônio Tabet. Começou no YouTube em 2018 e tem mais de 1 milhão de inscritos. O Segunda Chamada é o programa diário do canal e vai ao ar de segunda a sexta-feira a partir das 20h30.
Entre os principais nomes do canal estão Mara Luquet e Ricardo Kotscho. Vários jornalistas já passaram pelo canal, como Daniela Lima, Thais Heredia e João Bosco Rabello.
Em 2020, o MyNews lançou um portal de notícias e, no mesmo ano, realizou cobertura especial para as eleições municipais, que incluiu sabatinas em parceria com o jornal El País com 11 candidatos à Prefeitura de São Paulo.

## História
O MyNews nasceu no YouTube em 2018 e no ano seguinte virou um caso de estudo mundial na plataforma. Em 2020, foi selecionado para dois projetos de jornalismo e inovação do Google: o Startup Lab, para aceleração de projetos de jornalismo no Brasil, e o GNI Youtube Sustainability Lab, que escolheu 20 veículos de comunicação em uma concorrência mundial. Antes disso, já tinha recebido três fundos de jornalismo para inovação e educação, todos do Google.
O programa Segunda Chamada foi considerado pela Associação Paulista dos Críticos de Arte (APCA) um dos cinco melhores jornalísticos de 2019. Já em 2020 o MyNews foi reconhecido como um dos 10 melhores do Brasil na categoria vídeo do prêmio + Admirados da Imprensa de Economia, Negócios e Finanças. O MyNews também venceu a 11ª edição do Prêmio Melhores do Ano NaTelinha. Em 2021, ficou entre os 10 finalistas do prêmio iBest na categoria “Política”.
Em 2022, Antonio Tabet saiu do MyNews.

## Programas
O Segunda Chamada é primeiro e principal programa na grade do MyNews, voltado à análise política recebe jornalistas, congressistas, juristas e estudiosos para debater os principais assuntos da atualidade. O canal também oferece vários conteúdos especiais, como transmissões ao vivo de eleições e de debates eleitorais. Muitos programas já passaram pela grade do canal, como o Café do MyNews, o Almoço do MyNews e o Anexo A.

## Site
Lançado em 2020, o site do MyNews apresenta as principais notícias do Brasil e do Mundo conta com um time de colunistas.